# Coppa di Francia 2014-2015 (calcio femminile)
La Coupe de France féminin 2014-2015 è stata la 14ª edizione della Coppa di Francia riservata alle squadre femminili. La finale si è svolta a Calais ed è stata vinta dall'Olympique Lione per la quinta volta nella sua storia e quarta consecutiva contro il Montpellier per 2-1.

## Fase regionale
Le squadre appartenenti ai campionati regionali si sfidano per prime in gare ad eliminazione diretta. 

## Fase federale

### Primo turno
Si aggiungono alle squadre rimanenti dal turno precedente le 36 squadre appartenenti al campionato Division 2 e si sfidano in gare ad eliminazione diretta.
Le gare si svolgono a partire il 14 dicembre 2014.
| Squadra 1                          | Risultato         | Squadra 2                |
| ---------------------------------- | ----------------- | ------------------------ |
| Monswiller FC                      | 2 - 8             | Metz ESAP                |
| Seichamps FC                       | 0 - 4             | Vendenheim               |
| Amneville CSO                      | 1 - 3             | CS Mars Bischheim        |
| Hirtzbach FC                       | 2 - 2 (12-11 dtr) | Oberhergheim FC          |
| US Metz Plantières                 | 0 - 0 (5-4 dtr)   | AS Strasbourg Musau      |
| AS Chèvremont                      | 0 - 6             | Nancy                    |
| US Saint-Romanaise                 | 4 – 1             | US Montagnacoise         |
| AS La Sanne-Saint-Romain-de-Surieu | 0 - 7             | Nîmes                    |
| Montpellier ASPTT                  | 0 - 1             | Olympique Marsiglia      |
| FC Rousset Sainte-Victoire         | 0 - 8             | FAF Marseille            |
| Étoile Aubune                      | 3 - 1             | FC Sainte-Lucie Sud      |
| ASC Bas Vernet                     | 2 - 1             | Monteux                  |
| US Ramonville                      | 0 – 6             | Portet ASPCR             |
| Tolosa                             | 0 - 2             | Blanquefort              |
| ES Eysinaise                       | 2 - 0             | Labenne OSC              |
| SO Choletais                       | 4 – 3             | Chamois Niortais         |
| ESTC Poitiers                      | 0 - 1             | Muret                    |
| Montauban FCTG                     | 2 - 1             | FC Aurillac-Arpajon      |
| US Sainte-Luce-sur-Loire           | 0 - 6             | Orvault                  |
| Quimper KFC                        | 0 - 2             | US Saint-Malo            |
| Stade brestois                     | 0 - 8             | La Roche-sur-Yon         |
| Plerin FC                          | 1 - 6             | FC Lorient               |
| Nantes                             | 4 – 1             | CPBB Rennes              |
| Amicale Saint-Lyphard              | 0 - 0 (5-4 dtr)   | Ploërmel FC              |
| L'Ernéenne                         | 0 - 8             | Tremblay                 |
| US Trefileire du Havre             | 0 - 8             | Changé CS                |
| ES Seizième                        | 1 - 3             | Le Mans                  |
| FCF Condéen                        | 1 - 3             | VGA Saint-Maur           |
| AS Poissy                          | 2 - 3             | Caen AG                  |
| AS Beauvais                        | 0 - 3             | ESM Gonfreville-l'Orcher |
| CA Paris                           | 2 - 0             | Montigny                 |
| Saumur OFC                         | 0 - 3             | Val d'Orge               |
| US Orléans                         | 2 – 2 (3-4 dtr)   | Étampes FC               |
| Tours                              | 0 - 1             | CBOSL Football           |
| Val d'Europe FC                    | 0 - 3             | Yzeure                   |
| Voisin FC                          | 0 - 2             | Bourges 18               |
| Domtac FC                          | 0 – 0 (4-3 dtr)   | RCF Mâcon                |
| Chéran FC                          | 1 - 4             | Clermont Foot            |
| Le Puy                             | 1 - 1 (5-4 dtr)   | Claix                    |
| Lyon FC                            | 0 – 5             | Vesoul FC                |
| Saint-Etienne FC                   | 1 – 1 (0-3 dtr)   | AS Véore-Montoison       |
| AS Saint-Martin en Haut            | 0 - 1             | CS Nivolas Vermelle      |
| Digione                            | 2 - 2 (5-4 dtr)   | US Blanzynoise           |
| Cusset SCA                         | 1 - 9             | ETG Ambilly              |
| USM Marly                          | 0 – 10            | Rouen                    |
| Lambersart IC                      | 0 - 5             | AS Saint-Quentin FF      |
| US Boulogne CO                     | 0 - 2             | US Rouvroy               |
| US Gravelines                      | 4 – 2             | FC Lillers               |
| Calais RUFC                        | 0 – 6             | Compiègne                |
| Colombes Racing 92                 | 2 - 2 (3-4 dtr)   | Amiens SC                |
| Leers omnisports                   | 0 - 4             | FC Templemars            |
| Stade Reims                        | 0 – 1             | Hénin-Beaumont           |

### Secondo turno
Nel secondo turno si aggiungono alle squadre rimanenti dal turno precedente 12 club del campionato Division 1.
Le gare si svolgono il 4 gennaio 2015 eccetto tre incontri a causa di questioni climatiche.
| Squadra 1             | Risultato       | Squadra 2                |
| --------------------- | --------------- | ------------------------ |
| Paris Saint-Germain   | 6 - 0           | Arras                    |
| Saint-Étienne         | 5 - 0           | Digione                  |
| VGA Saint-Maur        | 0 - 5           | Olympique Lione          |
| Tremblay              | 0 - 7           | FCF Juvisy               |
| CBOSL Football        | 0 - 1           | Guingamp                 |
| Nîmes                 | 1 – 1 (4-5 dtr) | Montpellier              |
| Rouen                 | 6 – 0           | Issy                     |
| CA Paris              | 1 - 1 (3-4 dtr) | Metz                     |
| Portet ASPCR          | 2 - 6           | Rodez                    |
| US Saint-Romanaise    | 0 – 8           | Albi Marssac             |
| SO Choletais          | 0 - 13          | Soyaux                   |
| Vendenheim            | 3 - 0           | Val d'Orge               |
| La Roche-sur-Yon      | 1 - 3           | Blanquefort              |
| FAF Marseille         | 1 - 2           | Olympique Marsiglia      |
| FC Templemars         | 1 – 0           | Compiègne                |
| US Rouvroy            | 0 - 2           | Le Mans                  |
| Vesoul FC             | 0 – 7           | Yzeure                   |
| Bourges 18            | 0 - 2           | CS Nivolas Vermelle      |
| US Metz Plantières    | 0 - 4           | CS Mars Bischheim        |
| Étampes FC            | 1 - 4           | Nancy                    |
| ES Eysinaise          | 3 - 5           | US Saint-Malo            |
| Amicale Saint-Lyphard | 0 – 2           | Orvault                  |
| ASC Bas Vernet        | 1 - 4           | AS Véore-Montoison       |
| Montauban FCTG        | 1 - 1 (4-3 dtr) | Le Puy                   |
| Étoile Aubune         | 0 - 2           | Muret                    |
| Caen AG               | 2 - 2 (4-3 dtr) | Amiens SC                |
| Changé CS             | 0 – 4           | Hénin-Beaumont           |
| Metz ESAP             | 2 - 1           | AS Saint-Quentin FF      |
| Clermont Foot         | 4 – 1           | Hirtzbach FC             |
| US Gravelines         | 0 - 2           | ESM Gonfreville-l'Orcher |
| Domtac FC             | 0 - 2           | ETG Ambilly              |
| Nantes                | 1 - 4           | FC Lorient               |

## Sedicesimi di finale
Le gare si sono svolte il 25 gennaio 2015 tranne alcuni incontri per questioni climatiche.
| Squadra 1                | Risultato       | Squadra 2           |
| ------------------------ | --------------- | ------------------- |
| Clermont Foot            | 0 - 4           | Saint-Étienne       |
| CS Mars Bischheim        | 1 - 3           | Vendenheim          |
| Olympique Lione          | 8 - 1           | Yzeure              |
| ETG Ambilly              | 1 - 0           | Nancy               |
| Olympique Marsiglia      | 2 - 1           | CS Nivolas Vermelle |
| Montauban FCTG           | 0 - 2           | AS Véore-Montoison  |
| Montpellier              | 7 – 0           | Muret               |
| Albi Marssac             | 0 - 1           | Rodez               |
| FC Lorient               | 1 - 3           | Blanquefort         |
| Caen AG                  | 2 - 3           | Orvault             |
| Soyaux                   | 0 - 0 (1-3 dtr) | Paris Saint-Germain |
| US Saint-Malo            | 0 - 4           | Guingamp            |
| Le Mans                  | 0 - 4           | Metz                |
| Hénin-Beaumont           | 0 – 3           | FCF Juvisy          |
| Metz ESAP                | 2 - 3           | FC Templemars       |
| ESM Gonfreville-l'Orcher | 0 – 4           | Rouen               |

## Ottavi di finale
Le gare si sono svolte il 15 febbraio 2015. 
| Squadra 1          | Risultato       | Squadra 2           |
| ------------------ | --------------- | ------------------- |
| FCF Juvisy         | 14 - 1          | Orvault             |
| Guingamp           | 1 - 1 (7-6 dtr) | Paris Saint-Germain |
| Saint-Étienne      | 2 – 0           | Olympique Marsiglia |
| Metz               | 0 - 2           | Vendenheim          |
| AS Véore-Montoison | 0 - 12          | Olympique Lione     |
| ETG Ambilly        | 0 - 5           | Montpellier         |
| Rouen              | 2 - 1           | FC Templemars       |
| Blanquefort        | 0 - 2           | Rodez               |

## Quarti di finale
Le gare si sono svolte il 1º marzo 2015.
| Squadra 1       | Risultato       | Squadra 2     |
| --------------- | --------------- | ------------- |
| Olympique Lione | 6 - 0           | Guingamp      |
| Montpellier     | 2 - 1           | FCF Juvisy    |
| Rodez           | 2 - 2 (6-7 dtr) | Saint-Étienne |
| Vendenheim      | 0 - 0 (1-4 dtr) | Rouen         |

## Semifinali
Il sorteggio è stato effettuato nello stesso momento dei Quarti di finale e le gare si sono svolte il 15 marzo 2015.
| Squadra 1     | Risultato | Squadra 2       |
| ------------- | --------- | --------------- |
| Rouen         | 0 - 4     | Olympique Lione |
| Saint-Étienne | 0 – 1     | Montpellier     |

## Finale
| Arbitro: | Guillemin |

|                           |           |               |
| Hegerberg 46’ Schelin 76’ | Marcatori | 26’ Jakobsson |